# Албертина (Виена)
Албертина (Albertina) е музей, разположен в двореца на ерцхерцог Албрехт в центъра на Виена.
В него се пазят някои от най-крупните и значителни световни колекции на графики (около 65 000 рисунки и повече от 1 милион произведения на печатната графика). Колекцията обхваща период от късната готика до съвременността. Названието „Албертина“ произхожда от името на нейния основател херцог Алберт Саксонски-Тешенски.

## История
Основа на колекцията от графики слага херцог Алберт през 70-те години на XVIII в кралския замък в Братислава, служещ му за резиденция в качеството на управител на унгарското кралство от 1765 до 1781 г.
Учредителната грамота на Албертина датира от 4 юли 1776 г. – съвпадението с датата на провъзгласяване независимостта на САЩ е случайна.

## Експозиция
От 1996 до 2003 г. „Албертина“ е закрита за публичен достъп във връзка с реконструкцията ѝ. В настоящето, в експозицията на музея са представени творби на Леонардо да Винчи, Микеланджело, Рафаел, Петер Паул Рубенс, Рембранд, Албрехт Дюрер, Густав Климт, Егон Шиле, Сезан. В допълнение към постоянната експозиция се провеждат специализирани изложби, като например, през 2006 година изложба, посветена на Пикасо.

## Галерия
- Йеронимус Бош. „Човекът-дърво“.
- Йеронимус Бош. „Вещици“.
- Албрехт Дюрер. „Заек“. 1502
- Албрехт Дюрер. „Автопортрет“ (рисунка със сребърен молив). 1484
- Албрехт Алтдорфер. "Триумфално шествие на Максимилиан I".
- Лукас Кранах Стари. "Портрет на бащата на Мартин Лутер“. 1527
- Егон Шиле. „Женски торс“. 1910
- Албрехт Дюрер,
- Албрехт Дюрер,
- Анонимен автор от XV век
- Анри дьо Тулуз-Лотрек „The White Horse „Gazelle“. 1881
- Клод Моне „House Among the Roses“. 1918